# Anton Koesjnir
Anton Sergejevitsj Koesjnir (Wit-Russisch: Анто́н Сярге́евіч Кушні́р, Russisch: Антон Сергеевич Кушнир) (Krasnoarmeysk, 13 oktober 1984) is een Wit-Russische freestyleskiër, gespecialiseerd op het onderdeel aerials. Hij vertegenwoordigde zijn vaderland op de Olympische Winterspelen 2006 (Turijn), op de Olympische Winterspelen 2010 (Vancouver), op de Olympische Winterspelen 2014 (Sotsji) en op de Olympische Winterspelen 2018 in (Pyeongchang).

## Carrière
Bij zijn wereldbekerdebuut, in januari 2004 in Mont Tremblant, scoorde Koesjnir direct zijn eerste wereldbekerpunten, in december 2005 behaalde hij in Changchun zijn eerste toptienklassering. In januari 2007 stond de Wit-Rus in Deer Valley voor de eerste maal in zijn carrière op het podium van een wereldbekerwedstrijd, zijn eerste wereldbekerzege boekte hij in december 2008 in Inawashiro. In het seizoen 2009/2010 veroverde Koesjnir zowel de algemene wereldbeker als de wereldbeker op het onderdeel aerials.
De Wit-Rus nam viermaal deel aan de wereldkampioenschappen freestyleskiën, op de wereldkampioenschappen freestyleskiën 2011 in Deer Valley sleepte hij de bronzen medaille in de wacht op het onderdeel aerials.
Koesjnir nam viermaal deel aan de Olympische Winterspelen. Tijdens de Olympische Winterspelen van 2006 in Turijn eindigde hij als achtste op het onderdeel aerials, vier jaar later eindigde hij op de vijftiende plaats. In 2014 werd hij olympisch kampioen op het onderdeel aerials. In 2018 eindigde hij op de dertiende plaats.

## Resultaten

### Olympische Spelen
| Jaar | Plaats      | Resultaten  |
| ---- | ----------- | ----------- |
| 2006 | Turijn      | 8e Aerials  |
| 2010 | Vancouver   | 15e Aerials |
| 2014 | Sotsji      | Aerials     |
| 2018 | Pyeongchang | 13e Aerials |

### Wereldkampioenschappen
| Jaar | Plaats               | Resultaten                 |
| ---- | -------------------- | -------------------------- |
| 2007 | Madonna di Campiglio | 19e Aerials                |
| 2009 | Inawashiro           | 6e Aerials                 |
| 2011 | Deer Valley          | Aerials                    |
| 2019 | Park City            | 8e Aerials 4e Aerials team |

### Wereldbeker
Eindklasseringen
| Seizoen   | Algm | AE     |
| --------- | ---- | ------ |
| 2003/2004 | 129e | 31e    |
| 2005/2006 | 71e  | 23e    |
| 2006/2007 | 33e  | 15e    |
| 2007/2008 | 4e   | Zilver |
| 2008/2009 | 46e  | 17e    |
| 2009/2010 | Goud | Goud   |
| 2010/2011 | 6e   | Zilver |
| 2011/2012 | 35e  | 14e    |
| 2013/2014 | 6e   | Brons  |
| 2016/2017 | 17e  | Brons  |
| 2017/2018 | 7e   | Brons  |
| 2018/2019 | 10e  | Brons  |

Wereldbekerzeges
| Datum            | Plaats               | Onderdeel |
| ---------------- | -------------------- | --------- |
| 17 februari 2008 | Inawashiro           | Aerials   |
| 19 december 2009 | Changchun            | Aerials   |
| 15 januari 2010  | Deer Valley          | Aerials   |
| 22 januari 2010  | Lake Placid          | Aerials   |
| 30 januari 2010  | Mont Gabriël         | Aerials   |
| 16 januari 2011  | Mont Gabriël         | Aerials   |
| 12 februari 2011 | Moskou               | Aerials   |
| 19 februari 2011 | Minsk                | Aerials   |
| 10 januari 2014  | Deer Valley          | Aerials   |
| 17 december 2016 | Beida Lake           | Aerials   |
| 14 januari 2017  | Lake Placid          | Aerials   |
| 10 februari 2017 | Bokwang Phoenix Park | Aerials   |
| 6 januari 2018   | Moskou               | Aerials   |